# Aladji Barrie
Aladji Barrie (Amsterdam, 29 november 1995) is een Nederlands voetballer die als aanvaller speelt.

## Carrière
Barrie begon bij VV Beilen en maakte in 2013 de overstap via JFV Norden  naar de jeugdopleiding van FC Emmen. Op 25 april 2014 maakte hij in dienst van die club zijn debuut in het betaald voetbal in een competitiewedstrijd tegen Fortuna Sittard (1-1). Hij kwam 21 minuten voor tijd in het veld als vervanger van Leandro Resida. Een seizoen later viel hij in bij de bekerwedstrijd uit tegen Excelsior Maassluis (4-1 winst). Later dat seizoen vertrok hij om onbekende redenen bij FC Emmen.
In de zomer van 2015 sloot Barrie zich aan bij het Duitse BV Cloppenburg dat op dat moment uit kwam op het vierde niveau. Zijn eerste goal maakte hij op 13 september 2015 tegen TSV Havelse.
In de winterstop vertrok Barrie en ging voetballen voor VfL Germania Leer. In het seizoen 2016/17 speelde hij voor VfR Neumünster en medio 2017 ging hij voor TB Uphusen spelen. Begin 2018 keerde hij terug bij VfR Neumünster. Medio 2018 ging hij naar Inter Türkspor Kiel. Begin 2019 ging Barrie voor SV Atlas Delmenhorst spelen. Medio 2019 keerde hij terug naar Nederland bij FC Lienden maar keerde in augustus 2019 terug bij TB Uphusen, Begin 2020 ging hij naar BSC Hastedt. Een half jaar later ging Barrie naar Altona 93.

## Statistieken
| Seizoen | Club              | Competitie              | Competitie | Competitie | Beker | Beker | Play-offs | Play-offs |
| Seizoen | Club              | Competitie              | Wed.       | Dlp.       | Wed.  | Dlp.  | Wed.      | Dlp.      |
| ------- | ----------------- | ----------------------- | ---------- | ---------- | ----- | ----- | --------- | --------- |
| 2013/14 | FC Emmen          | Eerste divisie          | 1          | 0          | 0     | 0     | –         | –         |
| 2014/15 | FC Emmen          | Eerste divisie          | 0          | 0          | 1     | 0     | 0         | 0         |
| 2015/16 | BV Cloppenburg    | Regionalliga Nord       | 11         | 2          | 0     | 0     | –         | –         |
| 2015/16 | VfL Germania Leer | Landesliga Weser-Ems    | 12         | 1          | 0     | 0     | –         | –         |
| 2016/17 | VfR Neumünster    | Schleswig-Holstein-Liga | 20         | 5          | 0     | 0     | –         | –         |
| 2017/18 | VfR Neumünster    | Schleswig-Holstein-Liga | 4          | 1          | 0     | 0     | –         | –         |
| Totaal  | Totaal            | Totaal                  | 48         | 9          | 1     | 0     | 0         | 0         |